# Karlstads socken
Karlstads socken i Värmland ingick i Karlstads härad, uppgick 1934 i Karlstads stad, och området är sedan 1971 en del av Karlstads kommun.
Socknens areal var 46,75 kvadratkilometer land. År 1933 fanns här 3 578 invånare. Delar av Karlstad (Kroppkärr, Våxnäs) och en del av tätorten Alster med Alsters herrgård ligger i den dåvarande socknen. Sockenkyrkan Karlstads domkyrka delades med Karlstads stad och låg i staden och ej i denna socken.   

## Administrativ historik
Socknen har medeltida ursprung under namnet Tingvalla socken. 8 mars 1584 utbröts Karlstads stad och Karlstads stadsförsamling och samtidigt namnändrades socknen till Karlstads socken.
Vid kommunreformen 1862 övergick socknens ansvar för de kyrkliga frågorna till Karlstads landsförsamling och för de borgerliga frågorna bildades Karlstads landskommun. Landskommunen inkorporerades 1934 i Karlstads stad och församlingen uppgick samtidigt i Karlstads församling.
Socknen har tillhört län, fögderier, tingslag och domsagor enligt vad som beskrivs i artikeln Karlstads härad. De indelta soldaterna tillhörde Närkes regemente och Värmlands regemente.

## Geografi
Karlstads socken ligger i tre enklaver runt Karlstad norr om Vänern. I den östra återfinns Jäverön, den södra ligger vid Klarälven utlopp på nordvästra delen av Hammarön och i den västra återfinns sandmon Sörmon. Socknen har slättbygd väster om älven i söder och öster om älven i norr och är i övrigt en skogsbygd.

## Fornlämningar
Från bronsåldern finns gravrösen. Från järnåldern finns gravfält och en fornborg.

## Befolkningsutveckling
| Befolkningsutvecklingen i Karlstads socken 1780–1930                                                     | Befolkningsutvecklingen i Karlstads socken 1780–1930 | Befolkningsutvecklingen i Karlstads socken 1780–1930 | Befolkningsutvecklingen i Karlstads socken 1780–1930 | Befolkningsutvecklingen i Karlstads socken 1780–1930 |
| --- | ---------------------------------------------------- | ---------------------------------------------------- | ---------------------------------------------------- | ---------------------------------------------------- |
| |                                                      |                                                      |                                                      |                                                      |
| År |                                                      |                                                      | Folkmängd                                            |                                                      |
| 1780 | 1780                                                 |                                                      | 385                                                  |                                                      |
| 1790 | 1790                                                 |                                                      | 438                                                  |                                                      |
| 1810 | 1810                                                 |                                                      | 456                                                  |                                                      |
| 1820 | 1820                                                 |                                                      | 449                                                  |                                                      |
| 1830 | 1830                                                 |                                                      | 588                                                  |                                                      |
| 1840 | 1840                                                 |                                                      | 640                                                  |                                                      |
| 1850 | 1850                                                 |                                                      | 819                                                  |                                                      |
| 1860 | 1860                                                 |                                                      | 885                                                  |                                                      |
| 1870 | 1870                                                 |                                                      | 1 009                                                |                                                      |
| 1880 | 1880                                                 |                                                      | 1 092                                                |                                                      |
| 1890 | 1890                                                 |                                                      | 1 038                                                |                                                      |
| 1900 | 1900                                                 |                                                      | 1 016                                                |                                                      |
| 1910 | 1910                                                 |                                                      | 1 282                                                |                                                      |
| 1920 | 1920                                                 |                                                      | 2 224                                                |                                                      |
| 1930 | 1930                                                 |                                                      | 3 321                                                |                                                      |
| Anm: Källor: Umeå universitet - Tabellverket 1749-1859, Demografiska databasen, CEDAR, Umeå universitet. |                                                      |                                                      |                                                      |                                                      |